# Аеродром Алма Ата
Међународни аеродром Алма Ата (каз. Халықаралық Алматы әуежайы, рус. Международный аэропорт Алматы) је међународни аеродром највећег града Казахстана и некадање престонице, Алма Ате на југоистоку државе. Од средишта града аеродром је удаљен 15 km североисточно. 
Ваздушна лука Алма Ате је авио-чвориште за неколико авио-превозника: „Ер Астана”, „Казак Ер”, „Сандеј ерлајнс” и „ФлајАристан”. 
Аеродром у Алма Ати је најпрометнији у целом Казахстану и представља главну „капију ”за међународни саобраћај у држави. 2024. године кроз њега је прошло преко 9,5 милиона путника. 